# SNHU Arena
SNHU Arena, Southern New Hampshire University Arena, är en multiarena i Manchester i New Hampshire med plats för upp till 11 770 åskådare. Verizon Wireless köpte upp namnrättigheterna till arenan som ursprungligen hetten Civic Arena, vilket de flesta skyltar i staden hänvisar till.
Arenans blåa böjda blått tak hjälper mot det tunga snöfallet vintertid i New Hampshire. Arenans fasader mot norr, söder och öster är helt av glas vilket ger åskådarna en utsikt över Manchesters skyline. Den västra fasaden är gjord av tegel.
SNHU Arena är hemmaarena till Manchester Monarchs i ECHL och tidigare hemmaarena för Manchester Monarchs i American Hockey League (AHL) mellan 2001 och 2015. University of New Hampshires hockeylag spelar även några av sina hemmamatcher i arenan. Arenan har varit värd för AHL All-Star Game 2005, WWE Backlash år 2005, samt NCAA:s semifinal och final år 2004, 2007, 2009, 2011 och 2013. Både Boston Celtics i NBA och Boston Bruins i NHL spelar regelbundet försäsongsmatcher i arenan.

## Galleri

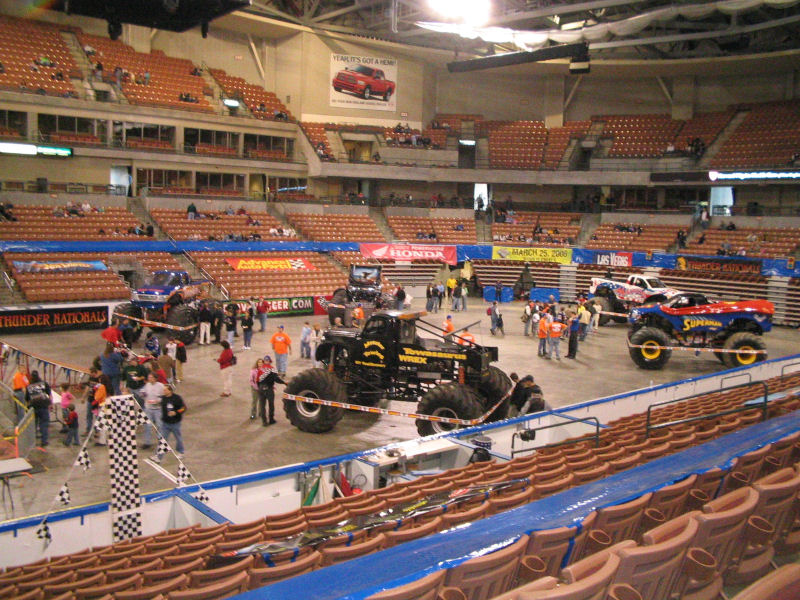
Monstertruckutställning i den tidigare Verizon Wireless Arena
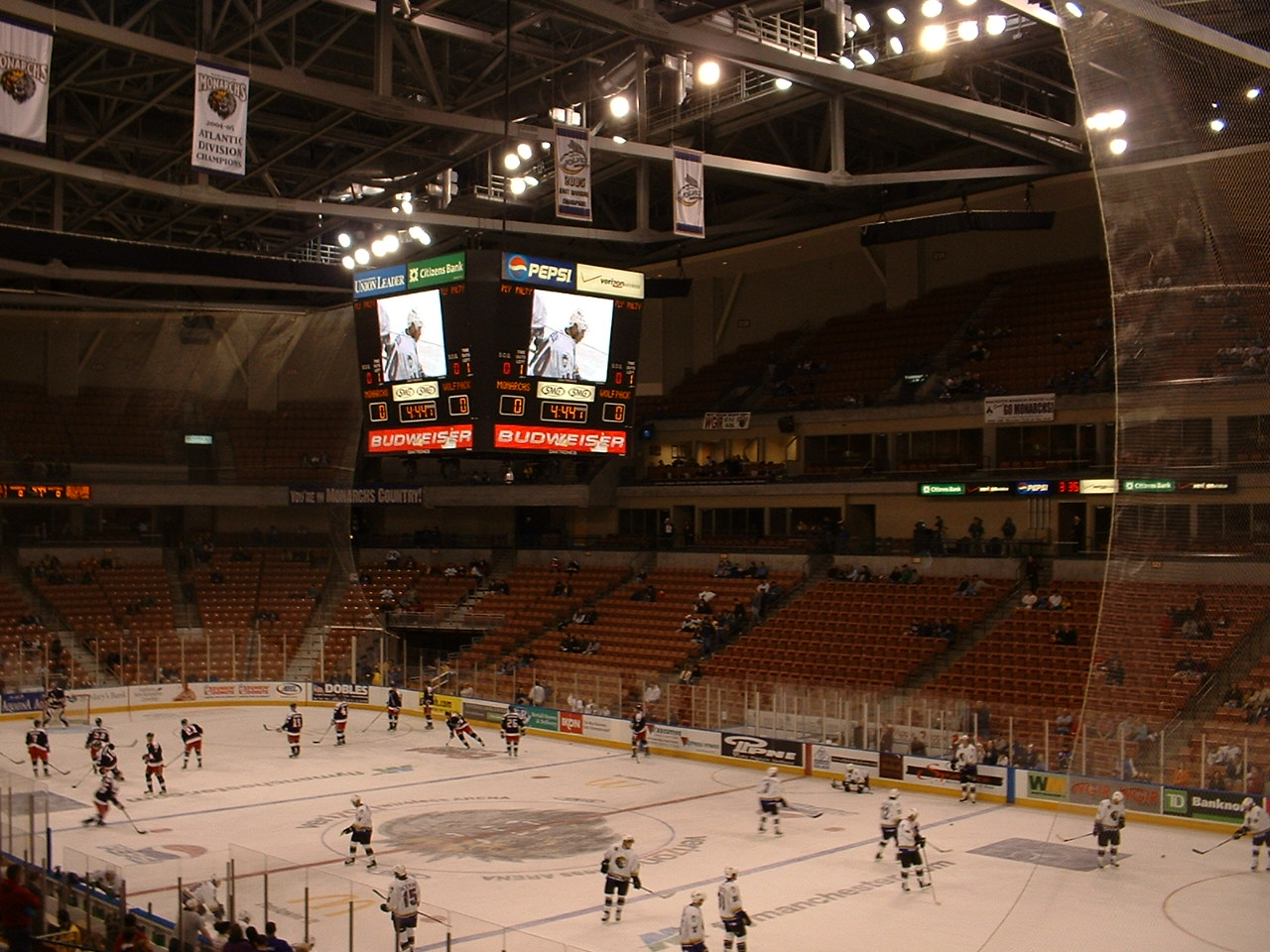
Uppvärmning innan en AHL-match mellan Manchester Monarchs och Hartford Wolf Pack
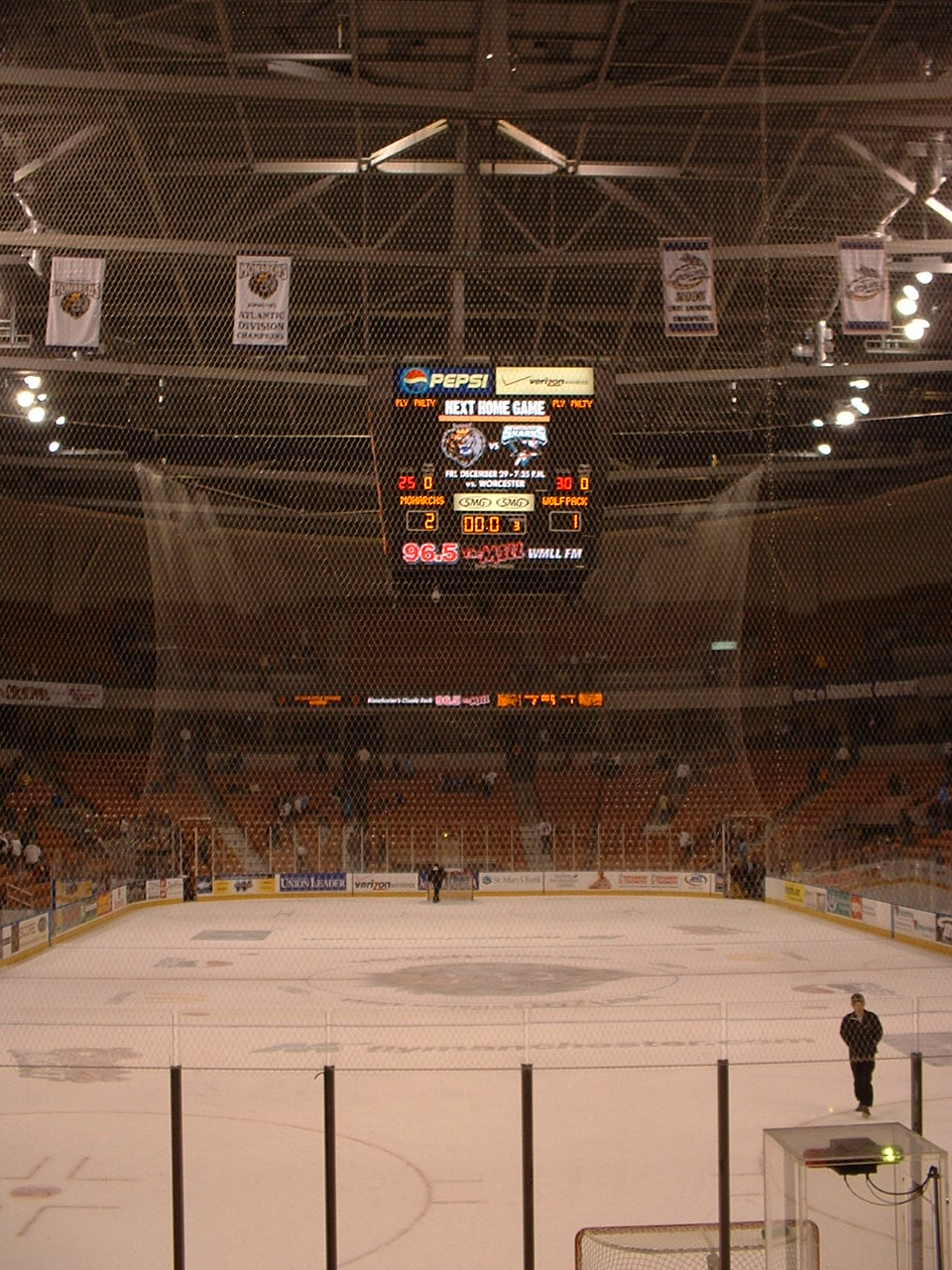
Vy över isen från kortsidan på arenan